# اینجییا
۴۵°۰۳′ شمالی ۲۰°۰۵′ شرقی / ۴۵٫۰۵۰°شمالی ۲۰٫۰۸۳°شرقی
اینجییا (به صربی: Инђија) شهری در استان خودمختار وویوودینا کشور صربستان است که جمعیت آن در سال ۲۰۰۶ میلادی ۲۶٫۸۹۵ نفر بوده‌است.

## جستارهای وابسته

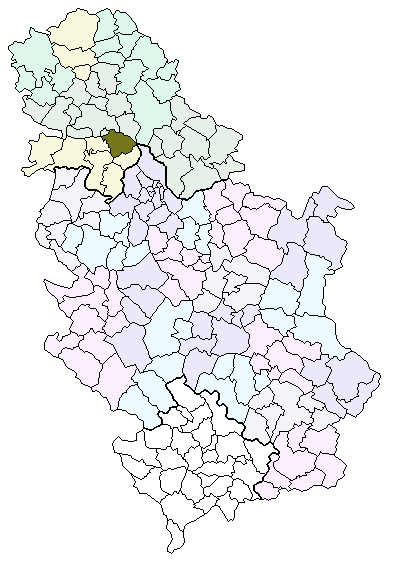